# R. Lee Ermey
R. Lee Ermey, właśc. Ronald Lee Ermey (ur. 24 marca 1944 w Emporii w stanie Kansas, zm. 15 kwietnia 2018 w Santa Monica w stanie Kalifornia) – amerykański aktor i wojskowy, podoficer piechoty morskiej (w serialu Stój, bo strzelam mówi o sobie – sierżant artylerii) pochodzenia niemieckiego i angielskiego.
Wystąpił w roli sierżanta Hartmana w filmie Full Metal Jacket oraz jako okrutny szeryf Hoyt w remake’u Teksańskiej masakry piłą mechaniczną, a także w dokumentalnym serialu Stój, bo strzelam prezentującym historię broni. Użyczył również głosu Sierżantowi w serii filmów Toy Story. Zmarł w wieku 74 lat z powodu komplikacji po zapaleniu płuc. Grał także mały epizod w serialu sci-fi Gwiezdna eskadra.

## Odznaczenia[3]
- Navy Combat Action Ribbon
- Navy Meritorious Unit Commendation
- Marine Corps Good Conduct Medal
- National Defense Service Medal
- Armed Forces Expeditionary Medal
- Vietnam Service Medal
- U.S. Marine Corps Drill Instructor Ribbon
- Rifle Marksman Badge
- Pistol Sharpshooter Badge
- Krzyż Waleczności z Palmą – Wietnam Południowy
- Medal Republiki Wietnamu za Kampanie – Wietnam Południowy